# Гольдберг, Анатолий Асирович
Анатолий Асирович Гольдберг (2 апреля 1930, Киев — 11 октября 2008, Нетания) — советский, украинский и израильский математик, кандидат физико-математических наук (1955), доктор физико-математических наук (1966), профессор.

## Биография
Отец был врачом, мать — учительница истории. В 1933—1941 годах семья проживала в Запорожье.
Во время войны отец работал в военном госпитале, семья эвакуирована на Восток. После войны жил во Львове. В 1947 году поступил на физико-математический факультет Львовского университета.
В 1952 году по окончании университета — учитель математики в селе Заболотцы Бродовского района.
В 1954—1955 годах — преподаватель математики Львовского торгово-экономического института. В октябре 1955 защитил кандидатскую диссертацию «Некоторые задачи теории распределения мероморфных функций».
В 1955—1963 годах — преподаватель Ужгородского государственного университета.
В 1963—1997 годах работал во Львовском университете.
В 1965 году в Харьковском университете защитил докторскую диссертацию «Распределение значений и асимптотические свойства целых и мероморфных функций».
В том же году основал во Львовском университете семинар по теории аналитических функций.
Его научные интересы касались:
- вопросов распределения значений целых и мероморфных функций,
- рядов Дирихле,
- Конформных отображений.

Автор до 160 научных работ, в том числе монографии «Распределение значений мероморфных функций» (1970, в соавторстве с И. В. Островским).
Как педагог воспитал до 20 докторов и кандидатов наук.
В 1997 году эмигрировал в Израиль (Нетания), профессор Бар-Иланского университета.
Восемь лет имел левосторонний паралич после инсульта, однако продолжал писать статьи и письма, проводил консультации, выступал на конференциях.

## Источник
- Механико-математический факультет